# Tivenys
Tivenys là một đô thị trong ‘‘comarca’’ Baix Ebre, tỉnh Tarragona, cộng đồng tự trị Catalonia, Tây Ban Nha.